# Mortadelo Especial
Mortadelo Especial va ser una revista de còmic que Bruguera va publicar entre 1975 i 1986, arribant als 211 números. Els seus directors van ser Vicent Palomares i Melo i Jordi Bayona i Url.
Bona part de les seves portades va ser il·lustrada per Raf i posteriorment per altres dibuixants com Segura i Martz-Schmidt.

## Trajectòria

### Inicis: 1975
En 1975, Bruguera va editar un extra de la seva revista Mortadelo dedicat al terror amb el títol de "Mortadelo Super Terror". Tal va ser el seu èxit, que va llançar dos números similars més, amb el següent contingut: 
| Data       | Números  | Títol                                                | Autoria                             | Procedència             |
| ---------- | -------- | ---------------------------------------------------- | ----------------------------------- | ----------------------- |
| 10/03/1975 | 1        | Rudesindo el bucanero, un tipo de cuerpo entero      | Peñarroya                           | El Capitán Trueno Extra |
| 1975       | 1, 2, 3, | Sir Tim O'Theo                                       | Raf i equip                         |                         |
| 1975       | 1, 3,    | Don Pío                                              | Peñarroya                           |                         |
| 1975       | 1, 2, 3, | Fantasmas de alquiler                                | Reg Parlett                         | I. P. C.                |
| 1975       | 1, 3,    | Petra, criada para todo                              | Escobar                             |                         |
| 10/03/1975 | 1        | Cebolleta                                            | Vázquez                             |                         |
| 10/03/1975 | 1        | El doctor Cataplasma                                 | M. Schmidt                          |                         |
| 1975       | 1, 3,    | Los señores de Alcorcón y el holgazán de Pepón       | Segura                              |                         |
| 1975       | 1, 2, 3, | Topolino                                             | Alfons Figueras                     |                         |
| 10/03/1975 | 1        | Ric Hochet                                           | André-Paul Duchâteau/Tibet          | Francobelga             |
| 1975       | 1, 2, 3  | Mortadelo y Filemón                                  | Bruguera Equip                      |                         |
| 10/03/1975 | 1        | El Inspector Dan de la Patrulla Volante              |                                     |                         |
| 1975       | 1, 2,    | La familia Trapisonda, un grupito que es la monda    | Ibáñez                              | Reedició                |
| 10/03/1975 | 1        | Los casos del inspector O'Jal                        | Vázquez                             |                         |
| 1975       | 1, 3,    | La terrible Fifí                                     | Nene Estivill                       |                         |
| 10/03/1975 | 1        | Mr. Magellan                                         | André-Paul Duchâteau/Geri           | Franco-belga            |
| 10/03/1975 | 1        | Pepe                                                 | Jaume Rovira                        |                         |
| 1975       | 1, 3,    | El profesor Tragacanto y su clase, que es de espanto | M. Schmidt                          |                         |
| 18/08/1975 | 2        | Segis y Olivio, traperos de alivio                   | Jaume Rovira                        |                         |
| 1975       | 2, 3,    | Horacio, el fantasma                                 |                                     | I. P. C.                |
| 1975       | 2, 3,    | Anacleto, agente secreto                             | Vázquez                             |                         |
| 18/08/1975 | 2        | Zipi y Zape                                          | Escobar                             |                         |
| 1975       | 2, 3,    | La Sombra                                            | Alfredo Castelli/Ferdinando Tacconi | italiana                |
| 1975       | 2, 3,    | Doña Urraca                                          |                                     |                         |
| 18/08/1975 | 2        | Nicasso, pintor moderno                              | Asen                                | El DDT                  |
| 17/11/1975 | 3        | Apolino Taruguez, hombre de negocios                 | Conti                               |                         |
| 17/11/1975 | 3        | Carioco                                              | Conti                               |                         |
| 17/11/1975 | 3        | Las hermanas Gilda                                   | Vázquez                             |                         |
| 17/11/1975 | 3        | El capitán Serafín y su grumete Diabolín             | Segura                              |                         |
| 17/11/1975 | 3        | Pascual, criado leal                                 | Nadal                               |                         |
| 17/11/1975 | 3        | Rompetechos                                          | Ibáñez                              |                         |

Igual que Mortadelo Gigante contenia una historieta llarga completa, no humorística/caricaturesca, en cadascun dels tres números:
| Data       | Números | Títol                                        | Guió          | Dibuix      | Pàgines           | Procedència |
| ---------- | ------- | -------------------------------------------- | ------------- | ----------- | ----------------- | ----------- |
| 10/03/1975 | 1       | La amenaza de los Ramsgate                   |               |             | 29 (24-38, 63-77) | I. P. C.    |
| 18/08/1975 | 2       | El Inspector Dan: La momia                   | Andrés Martín | Julio Vivas | 28 (35-49, 52-66) |             |
| 17/11/1975 | 3       | El Inspector Dan: Una cinta demasiado prieta | Andrés Martín | Julio Vivas | 29 (35-64)        |             |

### Estabilització: 1976-1979
En 1976, Bruguera va establir aquests extres com a col·lecció i el títol de "Mortadelo Especial", dedicant cadascun dels seus números a un tema diferent, evident tant en la portada com en algunes sèries de l'interior (Mortadel·lo i Filemó, Sir Tim O'Theo i en menor mesura Rigoberto Picaporte), i l'aventura llarga:
| Número | Data       | Tema             | Títol de les historietes més extenses                                          | Guionista            | Dibuixant          | Pàgines            | Procedència                 |
| ------ | ---------- | ---------------- | ------------------------------------------------------------------------------ | -------------------- | ------------------ | ------------------ | --------------------------- |
| 4      | 19/01/1976 | Fútbol           | Roberto Acero, ídolo de los estadios                                           | Ramon Llampayas      | Ramon Llampayas    | 28 (12-25 y 75-88) |                             |
| 4      | 19/01/1976 | Fútbol           | Campeonio: El sidralón                                                         | Raf                  | Raf                | 20 (30-49)         |                             |
| 5      | 16/02/1976 | Ciencia ficción  | Quinta Dimensión: Más allá de la realidad                                      | Andrés Martín        | Julio Vivas        | 22 (40-61)         |                             |
| 6      | 08/03/1976 | Seriales         | Los aristócratas: Operación Savoir Faire"                                      | Alfredo Castelli     | Ferdinando Tacconi | 12 (52-63)         | italiana                    |
| 7      | 17/05/1976 | Far West         | El sheriff King                                                                | Víctor Mora          | Francisco Díaz     | 30 (11-26 y 75-88) |                             |
| 8      | 12/07/1976 | Terror           | Por arte de magia                                                              |                      |                    | 33 (12-26 i 75-92) |                             |
| 9      | 06/09/1976 | Torrefacto       | Sherlock López: Los sudores de un detective                                    | Gabi                 | Gabi               | 24 (27-50)         |                             |
| 10     | 08/11/1976 | Vampiros         | El Inspector Dan: Brujas en la niebla                                          |                      |                    | 30 (44-73)         |                             |
| 11     | 22/11/1976 | Marcianos        | Ric Hochet: ¡Alerta extraterrestres! (Alerte ! Extra-terrestres !)             | André-Paul Duchâteau | Tibet              | 44 (51-94)         | Francobelga                 |
| 12     | 13/12/1976 | Top Secret       | Ric Hochet: Alta traición (Cauchemar pour Ric Hochet)                          | André-Paul Duchâteau | Tibet              | 44 (49-92)         | Francobelga                 |
| 13     | 24/01/1977 | Cómodos Plazos   | Bob Morane: Siete cruces de plomo (Les sept croix de plomb)                    | Henri Vernes         | William Vance      | 46 (48-93)         | Francobelga                 |
| 14     | 28/02/1977 | Piratas          | Bob Morane: Piratas del espacio (Les Sortilèges de l’Ombre Jaune)              | Henri Vernes         | William Vance      | 46 (38-83)         | Francobelga                 |
| 15     | 28/03/1977 | TV               | Bernard Prince: Oasis en llamas                                                | Greg                 | Hermann            | 44                 | Tintin                      |
| 16     | 25/04/1977 | King Kong        | Galaxus, el alienígena                                                         |                      |                    | 33                 | I. P. C.                    |
| 17     | 6/06/1977  | Patatús          | Ric Hochet: Pista sangrienta (La Piste rouge)                                  | André-Paul Duchâteau | Tibet              | 44                 | Francobelga                 |
| 18     | 20/06/1977 | Año 3000         | Luc Orient: 24 horas para el planeta Tierra (24 Heures pour la planète Terre)  | Greg                 | Eddy Paape         | 44 (49-92)         | Francobelga                 |
| 19     | 27/06/1977 | Turismo          | Aventura en el fondo del mar: La Isla de las sorpresas                         | V. Alcázar           | Escandell          | 30 (12-26 i 75-89) | Grandes Aventuras Juveniles |
| 20     | 08/08/1977 | Bichitos         | Bob Morane: El planeta sojuzgado                                               |                      |                    | 46 (52-97)         |                             |
| 21     | 05/09/1977 | Quinta dimensión | Ric Hochet: El enemigo a través de los siglos (L'Ennemi à travers les siècles) | André-Paul Duchâteau | Tibet              | 44 (7-26 i 75-98)  | Francobelga                 |
| 22     | 03/10/1977 | Futuro'          | Luc Orient: El sexto continente (Le 6e Continent)                              | Greg                 | Eddy Paape         | 46 (54-99)         | Francobelga                 |
| 23     | 17/10/1977 | ¡Horreur!        | Mr. Magellan: La segunda muerte del faraón (La 2e Mort du pharaon)             |                      |                    | 30 (12-26 i 75-89) |                             |
| 24     | 31/10/1977 | Tutti-Frutti     | Campeonio: Los fantasmas pirateriles                                           | Raf                  | Raf                | 12 (54-65)         |                             |
| 25     | 14/11/1977 | Suspense         | Luc Orient: El enemigo del más allá (Le Cratère aux sortilèges)                | Greg                 | Eddy Paape         | 44 (50-93)         | Francobelga                 |
| 26     | 28/11/1977 | Karate           | Glen Derby: El luchador enmascarado                                            | Silver Kane          | Alberto de Iraola  | 67 (7-26 i 53-99)  |                             |
| 27     | 12/12/1977 | Misterio         | La Brigada Fantástica: El pueblo de los espíritus asesinos                     | Andrés Martín        | A. García          | 16 (11-26)         |                             |
| 27     | 12/12/1977 | Misterio         | Ric Hochet: Requiem por un ídolo (Requiem pour une idole)                      | André-Paul Duchâteau | Tibet              | 44 (44-87)         | Francobelga                 |
| 28     | 26/12/1977 | Piratas          | Bernard Prince: El puerto de los locos                                         | Greg                 | Hermann            | 46 (54-99)         | Tintín                      |
| 29     | 09/01/1978 | 1978             |                                                                                |                      |                    |                    |                             |
| 30     | 23/01/1978 | ¡Escalofrío!     | Ric Hochet: ¡El hombre lobo!                                                   | André-Paul Duchâteau | Tibet              | 44 (54-97)'        | Francobelga                 |
| 31     | 06/02/1978 | Carnaval         | Sección "R": El nadador piel roja                                              | Raymond Reding       | Raymond Reding     | 18 (62-79)         | Francobelga                 |
| 32     | 20/02/1978 | Lucha libre      | Glen Derby, el luchador enmascarado                                            | Silver Kane          | Alberto de Iraola  | 29 (62-90)         |                             |
| 33     | 06/03/1978 | Gran Circo       | Ric Hochet: Pánico en el circo (Coups de griffes chez Bouglione)               | André-Paul Duchâteau | Tibet              | 44 (50-93)         | Francobelga                 |
| 34     | 20/03/1978 | El más allá      | Luc Orient: La puerta de cristal (La Porte de cristal)                         | Greg                 | Eddy Paape         | 46 (54-99)         | Francobelga                 |
| 35     | 03/04/1978 | Enigma           | Ric Hochet: Los espectros de la noche (Les Spectres de la nuit)                | André-Paul Duchâteau | Tibet              | 44 (54-97)         | Francobelga                 |
| 36     | 17/04/1978 | Gran Prix        | Michel Vaillant: Campeón del mundo (Champion du monde)                         | Jean Graton          | Jean Graton        | 46 (54-99)         | Francobelga                 |
| 37     | 01/05/1978 | 4ª dimensión     | Luc Orient: El secreto de las siete luces (Le Secret des 7 lumières)           | Greg                 | Eddy Paape         | 44 (54-97)         | Francobelga                 |
| 38     | 15/05/1978 | Alpinismo        | Bernard Prince: La fortaleza de las brumas (La forteresse des brumes )         | Greg                 | Hermann            | 46 (54-99)         | Tintin                      |
| 39     | 29/05/1978 | Náufragos        | Historia sin héroes (Histoire sans héros)                                      | Jean Van Hamme       | Dany               | 44 (50-95)         | Francobelga                 |
| 40     | 12/06/1978 | Detectives       | Ric Hochet: Los campañeros del diablo (Les Compagnons du diable)               | André-Paul Duchâteau | Tibet              | 44 (54-97)         | Francobelga                 |
| 41     | 26/06/1978 | Televisión       | Ric Hochet: Suspense en la televisión (Suspense à la télévision)               | André-Paul Duchâteau | Tibet              | 44 (54-97)         | Francobelga                 |
| 42     | 07/08/1978 | Espionaje        | Ric Hochet: Contra el verdugo (Ric Hochet contre le Bourreau)                  | André-Paul Duchâteau | Tibet              | 44 (54-97)         | Francobelga                 |
| 43     | 21/08/1978 | ¡Catástrofe!     | Bernard Prince: El soplo de Moloch (Le souffle de Moloch)                      | Greg                 | Hermann            | 46 (54-99)         | Tintin                      |
| 44     | 04/09/1978 | Ciencia ficción  | Luc Orient: El bosque de acero (La Forêt d'acier)                              | Greg                 | Eddy Paape         | 44 (50-93)         | Francobelga                 |
| 45     | 18/11/1978 | Dossier Negro    | Ric Hochet: La caza del hombre                                                 | André-Paul Duchâteau | Tibet              | 44 (50-93)         | Francobelga                 |
| 46     | 01/10/1978 | ¡Secuestros!     | Ric Hochet: Epitafio para Ric Hochet (Épitaphe pour Ric Hochet)                | André-Paul Duchâteau | Tibet              | 44 (50-93)         | Francobelga                 |
| 47     | 15/10/1978 | Prehistoria      | Bob Morane: El templo de los dinosaurios (Le Temple des dinosaures)            | Henri Vernes         | William Vance      | 46 (54-99)         | Francobelga                 |
| 48     | 29/10/1978 | Gangsters        | Ric Hochet: Entre la espada y la pared                                         | André-Paul Duchâteau | Tibet              | 44 (54-97)         | Francobelga                 |
| 49     | 12/11/1978 | ¡Brujería!       | Bob Morane: La huella del sapo                                                 |                      |                    | 46 (54-99)         | Francobelga                 |
| 50     | 26/11/1978 | Fórmula "1"      | Alain Chavallier: Los rivales                                                  |                      |                    | 46 (48-93)         | Francobelga                 |
| 51     | 10/12/1978 | Christmas        | Ric Hochet: El gafe (L'Homme qui portait malheur)                              | André-Paul Duchâteau | Tibet              | 44 (56-99)         | Francobelga                 |
| 52     | 24/12/1978 | "Hobbies"        | Ric Hochet: El rayo mortífero                                                  | André-Paul Duchâteau | Tibet              | 44 (55-98)         | Francobelga                 |
| 53     | 7/01/1979  | Fumadores        | Bernard Prince: Una aventura gafe                                              | Greg                 | Hermann            | 46 (48-93)         | Tintin                      |
| 54     | 21/01/1979 | Gafes            | Ric Hochet: Operaciones Cien Mil millones (Opération 100 milliards)            | André-Paul Duchâteau | Tibet              | 44 (54-97)         | Francobelga                 |
| 55     | 4/02/1979  | Gorditos         | Bernard Prince: Objetivo: Cormorán                                             | Greg                 | Hermann            | 46 (52-97)         | Tintin                      |

Continuava contenint diverses sèries de la casa, generalment ja publicades amb anterioritat:
| Anys             | Números                                              | Títol                                             | Autoría                      | Procedència                 |
| ---------------- | ---------------------------------------------------- | ------------------------------------------------- | ---------------------------- | --------------------------- |
| 1976-1977, 1979  | 4, 24, 54                                            | Don Berrinche                                     | Peñarroya                    |                             |
| 1976             | 4                                                    | Maratón                                           | Jaume Ribera/Adolfo García   | "Sacarino"                  |
| 1976             | 4                                                    | Agapito Silbátez                                  | Raf i equip                  |                             |
| 1976             | 4                                                    | El forofo Don Menisco                             | Escobar                      |                             |
| 1976, 1978       | 4, 6, 9, 31                                          | Agamenón                                          | Nene Estivill                |                             |
| 1976-1979        | 4-7, 9, 11, 13, 16, 22, 24, 31, 34-48, 50, 51, 55    | Los señores de Alcorcón y el holgazán de Pepón    | Segura                       | Contínua                    |
| 1976-1979        | 4-55                                                 | Mortadelo y Filemón                               | Bruguera Equip               | Contínua                    |
| 1976-1979        | 4-5, 7-12, 15-26, 29-30, 32-33, 35-46, 48-49, 52, 54 | Anacleto, agente secreto                          | Vázquez                      | Contínua                    |
| 1976-1979        | 4, 6-7, 9, 23, 28-30, 36, 54-55                      | Zipi y Zape                                       | Escobar                      | Contínua                    |
| 1976-1979        | 4-55                                                 | Sir Tim O'Theo                                    | Raf i equip                  | Contínua                    |
| 1976             | 4, 11                                                | 1x2 el extraterrestre                             | J. L. Martín/State Keto      |                             |
| 1976             | 4                                                    | La alegre pandilla                                | Segura                       |                             |
| 1976-1978        | 4, 6-9, 13, 16-17, 20, 24, 28-29, 32, 38-49, 51      | Rigoberto Picaporte, solterón de mucho porte      | Segura                       |                             |
| 1976-1978        | 4, 6, 31                                             | Pepe "el hincha"                                  | Peñarroya                    |                             |
| 1976-1979        | 4, 6, 24-25, 42-43, 45, 46, 55                       | Gordito Relleno                                   | Peñarroya                    |                             |
| 1976             | 5                                                    | Horacio, el fantasma                              |                              | I. P. C.                    |
| 1976-1978        | 5, 8-9, 11, 15-16, 49, 51                            | Las hermanas Gilda                                | Vázquez                      | Contínua                    |
| 1976             | 5                                                    | Astrolito                                         | Enrich                       |                             |
| 1976-1979        | 5, 7-8, 10, 17, 21, 24, 28, 30, 33, 42-47, 53        | Topolino                                          | Alfons Figueras              | Contínua                    |
| 1976-1977        | 5, 9-10, 24-25                                       | Facundo da la vuelta al mundo                     | Gosset                       |                             |
| 1976             | 5, 11                                                | El astronauta Felipe                              | Enrich                       |                             |
| 1976             | 6                                                    | Pascual, criado leal                              | Nadal                        | Contínua                    |
| 1976-1978        | 6, 13-14, 24, 31, 33                                 | Doña Lío                                          | Raf                          |                             |
| 1976             | 6                                                    | Olegario                                          | Raf                          |                             |
| 1976-1978        | 6, 9, 15, 24, 37-43, 45-48                           | Domingón                                          | Gosset                       |                             |
| 1976, 1978-1979  | 6, 35-39, 54                                         | Cebolleta                                         | Vázquez                      | Contínua                    |
| 1976, 1978       | 6, 9, 41                                             | Carioco                                           | Conti                        | Contínua                    |
| 1976             | 6, 9                                                 | La terrible Fifí                                  | Nene Estivill                | Contínua                    |
| 1976             | 6                                                    | Carpanta                                          | Escobar                      |                             |
| 1976-1978        | 6, 9, 10, 15, 17, 29                                 | Petra, criada para todo                           | Escobar                      | Contínua                    |
| 1976, 1979       | 6, 50                                                | Teo y Dorita                                      | Godard/Mittei                | Francobelga                 |
| 1976, 1978-1979  | 6, 36-37, 55                                         | Copito/Cubito                                     | Dupa                         | Francobelga                 |
| 1976, 1978-1979  | 6, 33-34, 36-37, 39-43, 53                           | Don Óptimo                                        | Escobar                      |                             |
| 1976, 1977, 1979 | 6, 24, 54                                            | La abuelita Paz                                   | Vázquez                      |                             |
| 1976-1979        | 17, 29-30, 33-35, 37-49, 53                          | Doña Urraca                                       | Torá, Schmidt                | Contínua                    |
| 1976-1978        | 6, 11, 24, 29                                        | Pitagorín                                         | Peñarroya                    |                             |
| 1976             | 6, 7,                                                | El reporter Tribulete                             |                              |                             |
| 1976             | 6                                                    | Don Pelmazo                                       | Raf                          |                             |
| 1976             | 6                                                    | Apolino Taruguez, hombre de negocios              | Conti                        |                             |
| 1976             | 6                                                    | Toby                                              | Escobar                      |                             |
| 1976, 1978       | 6, 37-38                                             | Doña Tecla Bisturín, enfermera de postín          | Raf                          |                             |
| 1976-1978        | 6, 9, 25, 32, 37-48                                  | El doctor Cataplasma'                             | M. Schmidt                   | Contínua                    |
| 1976-1978        | 6, 15, 17, 19, 24, 29, 31, 37-40                     | Don Pío                                           | Peñarroya                    | Contínua                    |
| 1976             | 7                                                    | Pánico en Porra City                              | Ibáñez                       | Reedició amb un altre títol |
| 1976             | 7                                                    | El sheriff Chiquito, que es todo un gallito       | Schmidt                      |                             |
| 1976-1978        | 7-8, 10-16, 21, 23, 27, 29                           | Segis y Olivio, traperos de alivio                | Jaume Rovira                 | Contínua                    |
| 1976-1978        | 7, 9, 25, 41                                         | Angustio Vidal                                    | Rojas de la Cámara           |                             |
| 1976             | 7                                                    | Darry, el cow-boy detective                       | Víctor Alcázar/Adolfo Buylla | Super Pulgarcito            |
| 1976             | 7                                                    | Joe Marmota, el vago de Minnesota                 |                              | I. P. C.                    |
| 1976-1978        | 8-10, 12-13, 16, 22, 31                              | Sherlock López                                    | Gabi                         |                             |
| 1976-1978        | 9, 25, 27-30, 35, 40, 49                             | Aquí está don Gaspar                              | Figueras                     |                             |
| 1976-1978        | 10, 20, 23-24, 29-30, 32, 34                         | Deliranta Rococó                                  | Schmidt                      |                             |
| 1976-1979        | 10, 19, 22, 28, 54                                   | El botones Sacarino                               | Ibáñez                       |                             |
| 1976-1978        | 10-11, 19-20, 43, 48                                 | Pepe Trola                                        | Jiaser                       |                             |
| 1976-1978        | 11, 25, 29, 31, 35, 37-39                            | Así fue                                           | Ibáñez                       |                             |
| 1976-1977        | 12, 14, 19, 22-23, 28                                | Capitán Matute                                    | Raf                          |                             |
| 1976-1979        | 12, 14-15, 17, 24, 27, 42, 53                        | Maff y Osso                                       | Jiaser                       |                             |
| 1977             | 13                                                   | Cuervo Loco, pica, pero pica poco                 |                              | I. P. C.                    |
| 1977-1978        | 15, 33, 37-49                                        | La familia Trapisonda, un grupito que es la monda | Ibáñez                       |                             |
| 1977-1979        | 19-20, 31-32, 46-47, 55                              | Camelio Majareto                                  | Schmidt                      |                             |
| 1977-1979        | 21, 43-45, 47-49, 53                                 | Caco y Coco                                       | Luis Allué                   |                             |
| 1977-1978        | 21, 28, 30, 32-39, 44, 50                            | Tete Gutapercha                                   | Tran                         |                             |
| 1977-1978        | 22, 24, 25, 29                                       | Los cuentos de tío Vázquez                        | Vázquez                      |                             |
| 1977-1979        | 22-23, 27, 30, 36, 54                                | Constancio Plurilópez                             | Tran                         |                             |
| 1977-1978        | 23, 30, 32, 34, 50                                   | Purita                                            | Tran                         |                             |
| 1977-1978        | 24-26, 30, 32-33                                     | Los casos del inspector O’Jal                     | Vázquez                      |                             |
| 1977-1979        | 28, 32-33, 35, 37-48, 50, 54                         | Aspirino y Colodión                               | Conti                        |                             |
| 1978             | 31, 35-38, 40-48                                     | El capitán Barlovento                             | Castillo                     |                             |
| 1978-1979        | 31, 42, 46, 48, 51-53                                | Máximo Mini                                       | García Lorente               |                             |
| 1978             | 32-33                                                | Mari Pili y Leopoldino, un matrimonio muy fino    | Íñigo                        |                             |
| 1978             | 39-48, 51                                            | Don Percebe y Basilio, cobradores a domicilio     | Rojas de la Cámara           |                             |
| 1978             | 39-48                                                | Mac Fisghón, detective de afición                 | Luis Allué                   |                             |
| 1979             | 53-55                                                | Feliciano                                         | Vázquez                      |                             |
| 1979             | 53                                                   | Felipe Gafe                                       | Jan                          |                             |

### Èxit: 1979-1982
A les pròpies historietes llargues que s'ajusten al tema de cada número, s'afegeixen a partir del número 56 les aventures de Super Llopis, l'últim personatge de veritable èxit de l'editorial:
| Anys            | Números | Títol                                          | Títol de les historietes més extenses | Autoria             | Procedència |
| --------------- | --- | ---------------------------------------------- | --- | ------------------- | ----------- |
| 1979-1982       | 56-130 | Mortadelo y Filemón                            | | Bruguera Equip      | Contínua    |
| 1979-1982       | 56, 58-122, 125-126, 128-129                                                                                        | Sir Tim O'Theo                                 | | Raf i equip         | Contínua    |
| 1979            | 56, 111 | Gordito Relleno                                | Peñarroya |                     |             |
| 1979-1982       | 56-59, 61-66, 68, 70-81, 83-90, 96-108, 113-115, 117                                                                | Superlópez                                     | Aventuras de Superlópez (59, 61, 63, 65) El Supergrupo (64, 66, 68, 70, 73) ¡Todos contra uno, uno contra todos! (74-81) Los alienígenas (83-90) El señor de los chupetes (96-103) La semana más larga (104-108, 113-115) | Jan                 |             |
| 1979-1982       | 56-64, 66-68, 70, 72, 74, 76-77, 80-81, 83-84, 88, 91-94, 96-100, 102, 104-111, 113-114, 118-121, 123-124, 126, 128 | Rigoberto Picaporte, solterón de mucho porte   | Segura |                     |             |
| 1979-1982       | 60-65, 67-68, 70, 74-75, 94, 97, 103, 106, 117, 128                                                                 | Los señores de Alcorcón y el holgazán de Pepón | | Segura              | Contínua    |
| 1979, 1986      | 61, 205 | Gora-Gopal                                     | | Carrillo            |             |
| 1979-1982       | 61, 63-69, 71-78, 80-84, 87, 89, 91, 93-95, 97, 99-122, 125-126, 128-129                                            | Anacleto, agente secreto                       | | Vázquez             | Contínua    |
| 1979-           | 68, 71-72, 77-79, 90, 102, 107-108, 110-113, 117, 131, 147, 156, 162, 183, 200                                      | Manolón, conductor de camión                   | | Raf                 |             |
| 1979-1982       | 69, 71-73, 75, 77, 104, 111, 115, 118, 120, 127                                                                     | Agamenón                                       | | Nene Estivill       | Contínua    |
| 1979-1981       | 76, 87, 107-109 | Godofredo y Pascualino, viven del deporte fino | | Ibáñez              |             |
| 1980-1981       | 86, 103 | Don Berrinche                                  | | Peñarroya           | Contínua    |
| 1980-1982       | 91, 105, 108-109, 112, 119, 132, 134, 141                                                                           | Zipi y Zape                                    | | Escobar             | Contínua    |
| 1981-1982, 1985 | 109-111, 113, 116-117, 120, 126, 128, 130-131, 134, 200                                                             | Diálogo para besugos                           | | Armando Matías Guiu |             |
| 1981-1985       | 112, 115, 118-119, 124, 129, 135, 137, 141, 144, 156, 159, 176, 182, 187                                            | La Panda                                       | | Segura              |             |
| 1981-1984       | 114, 118-119, 183                                                                                                   | Vagancio                                       | | Cifré               |             |

Els temes d'aquests números van ser els següents:
| Número | Data       | Tema                | Títol de les historietes més extenses              | Guionista                            | Dibuixant                    | Pàgines            | Procedència               |
| ------ | ---------- | ------------------- | -------------------------------------------------- | ------------------------------------ | ---------------------------- | ------------------ | ------------------------- |
| 56     | 18/02/1979 | ¡Fantasmitos!       | Ric Hochet: Los cinco resucitados                  | André-Paul Duchâteau                 | Tibet                        | 48 (36-83)         | Francobelga               |
| 57     | 04/03/1979 | Bajitos             | Yolanda                                            | Emilio Salgari, adaptada per Cremona | T. Porto                     | 30 (36-48 i 53-69) |                           |
| 58     | 18/03/1979 | Peques              | El Conde de Chanteleine                            | Jules Verne, adaptada per Cremona    | Juez                         | 30 (36-48 i 53-69) |                           |
| 59     | 18/03/1979 | ¡Alta tensión!      | Al Russel & Brock: Alta tensión                    |                                      |                              | 46 (36-48 i 53-85) | Francobelga               |
| 60     | 16/04/1979 | OVNIS               | Luc Orient: 24 horas para el planeta Tierra        |                                      |                              |                    |                           |
| 62     | 14/05/1979 | Oeste               | Ringo: Nieve sangrienta                            | André-Paul Duchâteau                 | William Vance                | 45 (50-94)         | Tintín                    |
| 96     |            | Capa y Espada       | Dick Turpin                                        | Ramón de la Fuente                   |                              |                    | ¡Zas!                     |
| 97     |            | ¡Bang! ¡Bang!       |                                                    |                                      |                              |                    |                           |
| 120    | 08/11/1981 | ¡Vikingos!          |                                                    |                                      |                              |                    |                           |
| 123    | 20/12/1981 | Superhéroes         | Batman: ¡Espantoso cumpleaños, querido Comodín...! | Len Wein                             | Walt Simonson, Dick Giordano | 18                 | Batman nº 321 (DC Comics) |
| 130    | 29/03/1982 | ¡Animales salvajes! |                                                    |                                      |                              |                    |                           |

### Declivi: 1982-1986
A partir del seu número 131, el nombre de pàgines va descendir a 75. Van continuar les sèries precedents, amb una última historieta llarga de Super Llopis (Los cabecicubos en els números 149 a 156) i aventures apòcrifes llargues d'El botones Sacarino i Mortadel·lo i Filemó: En el país del petrodólar (números 162 a 169) i A la caza del chotta (números 189 a 196), respectivament.
| Dates      | Números                                                                            | Títol                                           | Autoria                                | Procedència               |
| ---------- | ---------------------------------------------------------------------------------- | ----------------------------------------------- | -------------------------------------- | ------------------------- |
| 1982-1986  | 131-161, 165, 170-211                                                              | Mortadelo y Filemón                             | Bruguera Equip                         | Contínua                  |
| 1982-1986  | 131-143, 145, 147-152, 154-168, 175, 182, 184-188, 190-198, 201, 203-206, 208, 210 | Sir Tim O'Theo                                  | Raf i equip                            | Contínua                  |
| 12/04/1982 | 131                                                                                | El escudero Bartolo o… ¡qué calor hace, Manolo! | Ibáñez                                 |                           |
| 1982-1983  | 136, 157, 163, 168                                                                 | Herlock Sholmes, rey del camuflaje              | Furtinger/Radilovic                    |                           |
| 27/11/1982 | 141                                                                                | Cabeza de Ajo, el penúltimo navajo              | Ibáñez                                 | Reedición d'El DDT (1962) |
| 1983, 1986 | 149-156, 210                                                                       | Superlópez                                      | Jan                                    |                           |
| 1983-1984  | 149, 165-166, 176                                                                  | Max el explorador                               | Bara                                   |                           |
| 1983       | 154, 156                                                                           | Agencia de viajes El Más Allá                   | Franckfurt (Rafel Vaquer/Alfons López) | Nueva                     |
| 1983       | 155, 158-164, 166, 170-171                                                         | Guía del lectorcete…                            |                                        |                           |
| 1983-1984  | 157, 163, 168, 184                                                                 | Ganzúo y Pesquisón                              | Enrich                                 |                           |
| 1983-1984  | 160, 181, 195                                                                      | Maratón                                         | Jaume Ribera/Adolfo García             | Contínua                  |
| 1983       | 162-163                                                                            | La Panda Pop                                    | Segura                                 |                           |
| 24/10/1983 | 169                                                                                | Antares 10                                      | Esegé                                  |                           |
| 1983-1984  | 173-174, 199-200, 202                                                              | Chris Lean                                      | Ledar/Picatto/Manara                   |                           |
| 1984       | 183, 199                                                                           | Ambrosio Carabino                               | Tran                                   |                           |
| 10/1984    | 184                                                                                | Celemín                                         | Moreno                                 |                           |
| 2/1985     | 188                                                                                | Conde Gacelo, justiciero la mar de fiero        | Puyal                                  |                           |
| 2/1985     | 188                                                                                | Don Viriato                                     | Jan                                    |                           |
| 1985-1986  | 194-197, 199, 204, 206-211                                                         | Tato Cantidubi                                  | Alaminos                               |                           |
| 1985-1986  | 199-200, 202-204, 207-208                                                          | Ricky y los desahuaciados                       | Miguel                                 |                           |
| 1985-1986  | 200-207                                                                            | Historia de la mafia                            | Puerta                                 |                           |
| 1986       | 209-210                                                                            | Los marcianitos                                 | Mallet                                 |                           |

Els temes d'aquests últims números van ser els següents:
| Número | Data       | Tema               | Títol de les historietes más extenses  | Guionista                | Dibuixant         | Pàgines    | Procedència             |
| ------ | ---------- | ------------------ | -------------------------------------- | ------------------------ | ----------------- | ---------- | ----------------------- |
| 131    | 12/04/1982 | Medioevo           |                                        |                          |                   |            |                         |
| 150    | 31/03/1983 | Sabuesos           |                                        |                          |                   |            |                         |
| 171    | 21/11/1983 | James Bond 007     | Bruno Brazil: Doble o nada para Alak 6 | Louis Albert             | William Vance     |            | Tintin                  |
| 179    | 06/1984    | De película        |                                        |                          |                   |            |                         |
| 184    | 10/1984    | ¡Venga la pasta!   | Jason Wilde                            |                          |                   |            |                         |
| 188    | 2/1985     | Caballeros         | Russel & Brock                         | André-Paul Duchâteau     | Christian Denayer |            | Tintin                  |
| 191    | 5/1985     | Prehistoria        | Livingstone                            | José Antonio Vidal Sales | Tomás Marco Nadal | 30 (28-57) | Comic Biografías n.º 12 |
| 205    | 10/03/1986 | Alergia primaveral |                                        |                          |                   |            |                         |
| 211    | 2/06/1986  | Trotamundos        |                                        |                          |                   |            |                         |